# Cypria elegantula
Cypria elegantula är en kräftdjursart som först beskrevs av Wilhelm Lilljeborg 1853.  Cypria elegantula ingår i släktet Cypria och familjen Cyprididae. Inga underarter finns listade i Catalogue of Life.